# Косини (станція)
Коси́ни — проміжна залізнична станція 5 класу Ужгородської дирекції Львівської залізниці, розташована у селі Запсонь Берегівського району Закарпатської області.
Розташована на лінії Батьово — Солотвино І між станціями Батьово (10 км) та Берегове (16 км).

## Історія
Станцію було відкрито 1872 року у складі залізниці Батьово — Королево — Марамарош — Сігет (тепер Сігету-Мармацієй, Румунія). Мала назву Шом-Косино. Сучасна назва з 1974 року.
На станції здійснюють зупинку потяги Київ — Солотвино та Солотвино — Київ.